# Марьяновка (Липоводолинский район)
Марья́новка (укр. Мар'янівка) — село, Саевский сельский совет,
Липоводолинский район, Сумская область, Украина.
Код КОАТУУ — 5923285605. Население по переписи 2001 года составляло 1 человек.
Село указано на специальной карте Западной части России Шуберта 1826-1840 годов как хутор Сотницкий.

## Географическое положение
Село Марьяновка находится на расстоянии до 1 км от сёл Карпцы, Гришки и Волково. В селе отсутствуют протекающие (в виде ручьев и запруд) источники воды.

## Достопримечательности
Имеется две братские могилы времен Великой Отечественной войны.